# Shōhei Abe
Shōhei Abe (阿部 翔平?, Abe Shōhei; Chiba, 1º dicembre 1983) è un ex calciatore giapponese, di ruolo difensore.

## Palmarès

### Club

#### Competizioni nazionali
- Campionato giapponese: 1

Nagoya Grampus: 2010